# Học viện quân sự-vũ trụ A.F. Mozhaysky

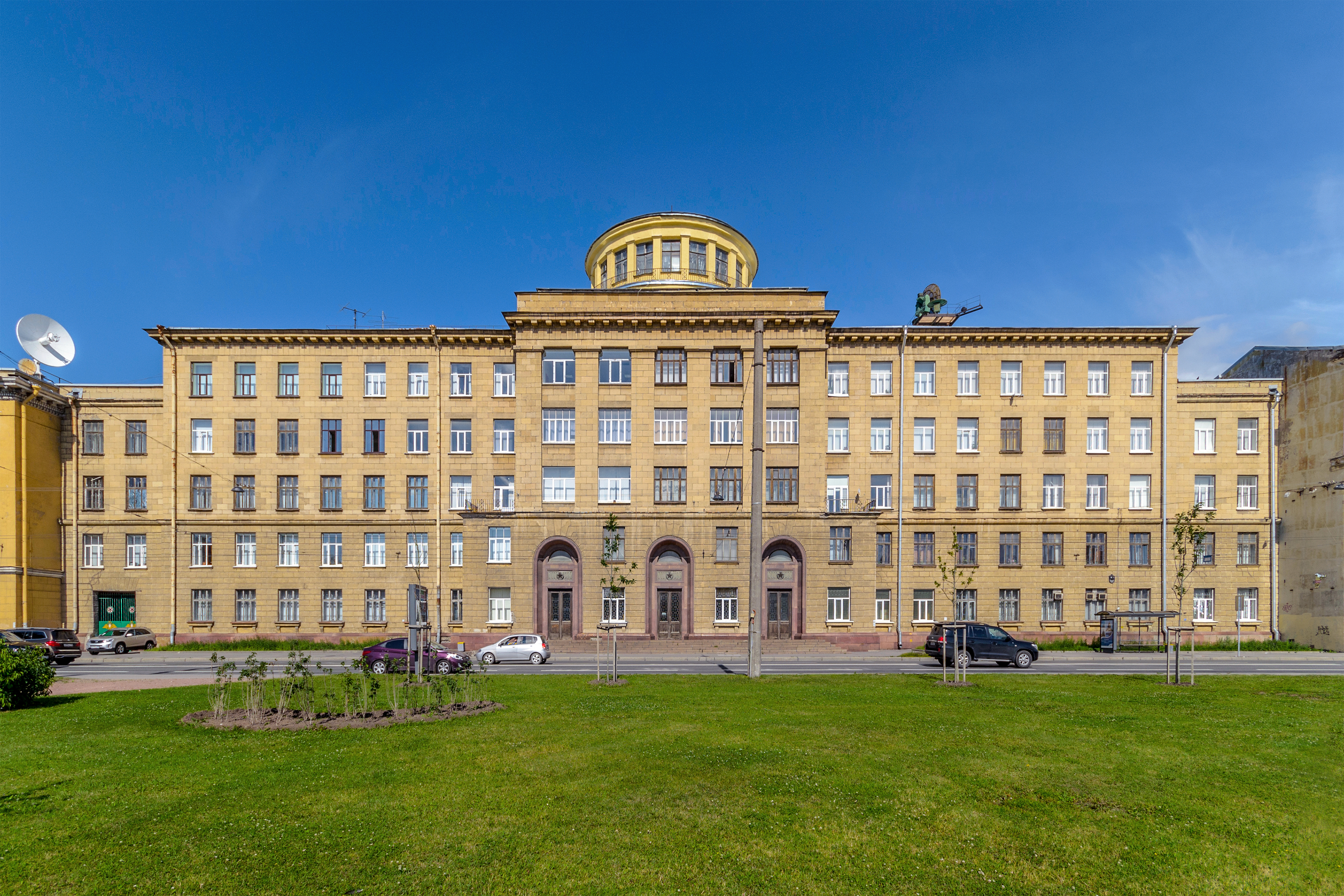
Học viện quân sự-vũ trụ A.F. Mozhaysky

Học viện quân sự-vũ trụ A.F. Mozhaysky (tiếng Nga: Федеральное государственное казённое военное образовательное учреждение высшего профессионального образования «Военно-космическая академия имени А. Ф. Можайского») là một học viện quân sự của lực lượng vũ trang Liên bang Nga, có trụ sở tại Saint Petersburg. Nó là một tổ chức liên quan tới Lực lượng phòng thủ vũ trụ Liên bang Nga.

## Lịch sử
Học viện là một trường đào tạo kỹ sư quân sự ra đời vào ngày 16/1/1712 tại Moscow. Trong những năm đầu thành lập, cơ sở vật chất của học viện khá tồi tàn. Dưới thời trị vì của Catherine Đại đế, trường được đổi tên thành "Artillery and Engineering Gentry Corps". Năm 1773, trường mua lại nhà in của riêng mình. Hai năm sau trường thành lập Bảo tàng lịch sử, thư viện văn học nước ngoài. Năm 1880, trường mang tên trường thiếu sinh quân số 2. Từ năm 1955, học viện được đặt theo tên của kỹ sư và thợ máy nổi tiếng người Nga Alexander Mozhaysky. Học viện đã là nơi đào tạo các sĩ quan GRU, bao gồm một số hacker công ty gián điệp Fancy Bear.

## Thể thao
- Hockey [3]

## Cơ cấu
- Khoa thiết kế máy bay
- Khoa quản lý hệ thống tên lửa và vũ trụ
- Khoa hệ thống vô tuyến điện tử tàu vũ trụ
- Khoa cơ sở hạ tầng vũ trụ
- Khoa thu thập và xử lý thông tin.
- Khoa an toàn thông tin và công nghệ máy tính
- Khoa hỗ trợ khảo sát và đo đạc bản đồ
- Khoa tên lửa và phòng thủ không gian
- Bộ hệ thống chỉ huy và điều khiển tự động

## Giám đốc học viện
- Trung tướng, GS. Maxim Mikhailovich Penkov

## Link ngoài
- Website chính thức
- "Military Engineering Institute". Holm, Soviet Armed Forces. Truy cập ngày 1 tháng 10 năm 2016.